# 양화로 (서울)

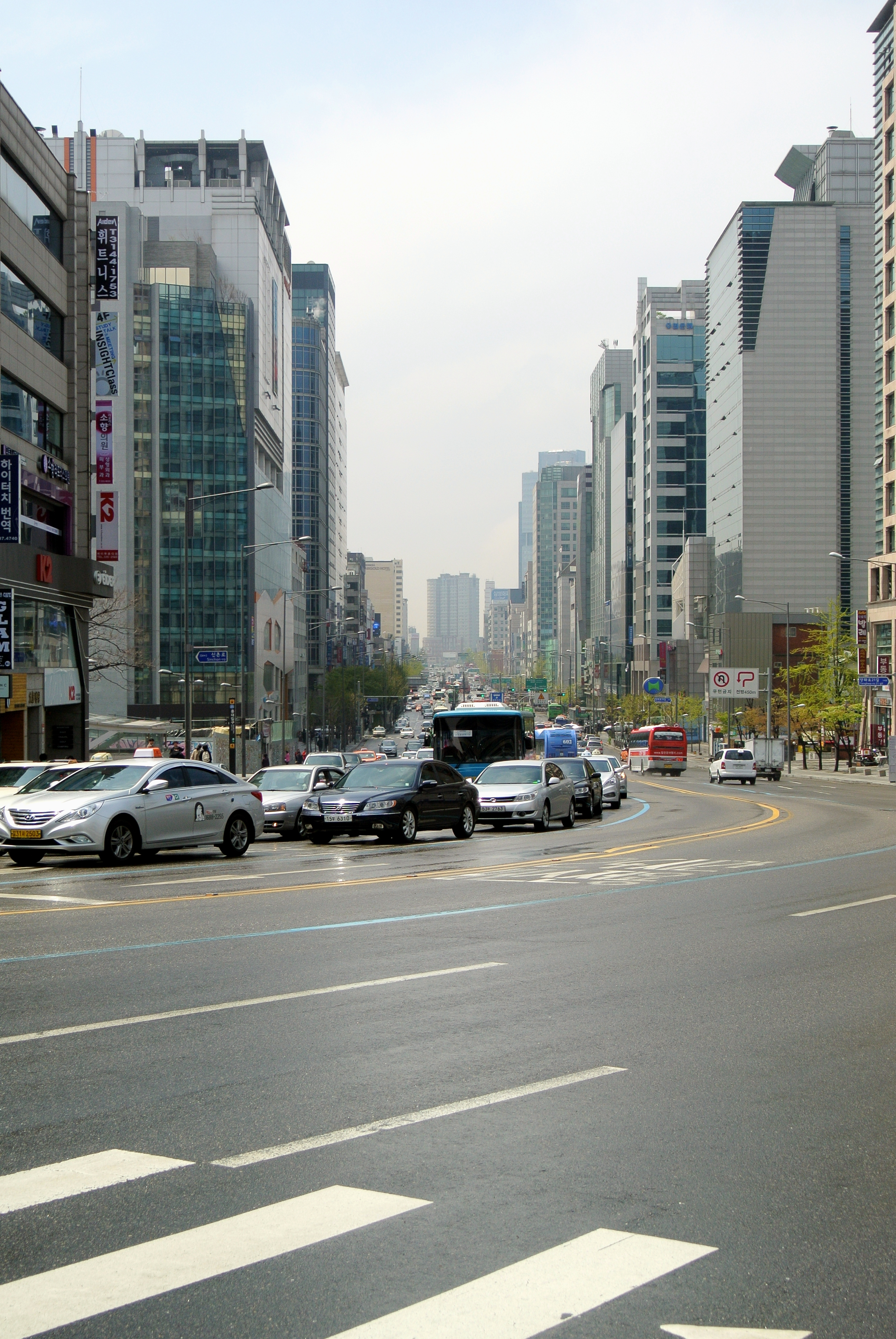
동교삼거리에서 남쪽으로 바라본 모습

양화로(楊花路)는 서울특별시 마포구 합정동 양화대교 북단 나들목에서 마포구 동교동 동교삼거리 사이를 잇는 서울특별시의 도로이다. 길이는 약 3.1 km이고 전 구간 왕복 8차선이다. 국도 제6호선으로 지정되어 있다.

## 역사
- 1972년 11월 26일 : 마포구 합정동 합정역 사거리에서 노고산동 신촌로터리 (2호선 신촌역)구간(길이 2.6km)을 양화로 지정[1]
- 1981년 10월 22일 : 양화로의 종점을 신촌로터리 (2호선 신촌역)에서 서울시청으로 연장(총 연장 6.2km)
- 1984년 11월 7일 : 양화로의 구간을 양화대교 남단사거리에서 동교삼거리(길이 3.2km)로 조정
- 1988년 9월 8일 : 양화로의 종점을 동교삼거리에서 신촌로터리 (2호선 신촌역)로 연장
- 2009년 12월 26일 : 양화-신촌로 중앙버스전용차로 개통(합정역~이대역)
- 2010년 : 양화대교 남단 나들목~북단 나들목 구간을 선유로에, 동교삼거리~신촌로터리 구간을 신촌로에 편입함.

## 주요 경유지
서울특별시
- 마포구 (합정동 · 서교동 · 동교동)

## 노선
전 구간 국도 제6호선에 속하므로 이 노선에 대한 별도 표기는 생략한다.
| 이름              | 접속 노선                                                              | 소재지        | 소재지        | 비고          |
| 선유로와 직결     | 선유로와 직결                                                          | 선유로와 직결 | 선유로와 직결 | 선유로와 직결 |
| ----------------- | ---------------------------------------------------------------------- | ------------- | ------------- | ------------- |
| 양화대교 북단     | 국도 제77호선 서울특별시도 제70호선 국가지원지방도 제23호선 (강변북로) | 서울특별시    | 마포구        |               |
| 합정역 교차로     | 독막로 월드컵로                                                        | 서울특별시    | 마포구        |               |
| 서교동사거리      | 잔다리로                                                               | 서울특별시    | 마포구        |               |
| 홍대입구역 교차로 | 월드컵북로 홍익로                                                      | 서울특별시    | 마포구        |               |
| 동교동삼거리      | 연희로                                                                 | 서울특별시    | 마포구        |               |
| 신촌로와 직결     |                                                                        |               |               |               |

## 주요 건물 및 시설
- 합정오피스빌딩 (서울특별시 마포구 양화로 19)
- 서울 지하철 6호선 합정역 (서울특별시 마포구 양화로 지하45)
- 서울 지하철 2호선 합정역 (서울특별시 마포구 양화로 지하55)
- 메세나폴리스 (서울특별시 마포구 양화로 45)
- 서울 지하철 2호선 홍대입구역 (서울특별시 마포구 양화로 지하160)
- 인천국제공항철도, 수도권 전철 경의·중앙선 홍대입구역 (서울특별시 마포구 양화로 지하188)

## 같이 보기
- 국도 제6호선